# Xylogenes granulicauda
Xylogenes granulicauda là một loài bọ cánh cứng trong họ Bostrichidae. Loài này được Lesne miêu tả khoa học năm 1941.